# トフィー
トフィー（英: toffee。英語発音: [ˈtɔːfi] トーフィ、[ˈtɔfi] トフィ。日本ではしばしばタフィーとも呼ばれる）とは、バター（と場合によっては小麦粉）と糖蜜または砂糖を加熱（転化糖を生成）して作る菓子である。材料は、150 - 160℃（300 - 310°F）のハードクラックキャンディになるまで加熱する。トフィーは、ナッツやレーズンと混ぜて調理されることがある。

## 調理
トフィーの調理では、材料をのばした形が崩れず、表面につやが出るまで加熱する必要がある。加熱後の材料は、浅いトレイに流し込み冷やして成形する。異なる材料、手順、温度（これが最重要である）でトフィーを作ると質感および固さが変わってしまい、柔らかくねばねばしたり、固く砕けやすかったりする。

## 種類
アメリカ合衆国のイングリッシュトフィーは、バターが多くアーモンドが入ることが多い、これには柔らかいものと固いものがあり、どちらが英国式でどちらがアメリカ式か議論が分かれている。一般的なイングリッシュトフィーは、チョコレートで包み、アーモンドの薄切りを乗せる。ヒースバー (Heath bar) はイングリッシュトフィーのキャンディバーである。
シンダートフィー、またはハニカム、スポンジトフィー (Sponge toffee) は、重曹と酢を材料に加えて生成した気泡で膨らんだトフィーである。重曹と酢の化学反応で炭酸ガスが生成され、粘度の高い材料に留まる。ニュージーランドではホーキーポーキーと呼ばれる。
トフィーを使った菓子にはりんご飴（トフィーアップル）があり、これは棒に刺したリンゴをトフィーで包んだ菓子である。トフィーアップルは、タフィーアップルやキャラメルアップル（2つともに、キャラメルでリンゴを包んだ菓子）と似ている。
トフィーは、様々な材料と組み合わせて、様々な形で菓子に使われる。ラム&バタートフィー、チョコレートカバー、バニラ&チョコレート、ラム&レーズン、ハニカム等である。
トフィークランブル等の古式のトフィーは、トフィー、ミルクチョコレート、ビスケット&ナッツの組合わせであった。

## 語源
この言葉の由来は不明である。料理作家のハロルド・マギー (Harold McGee) は「砂糖と糖蜜を混ぜたものを示すクレオール語の派生」と主張しているが、どのクレオール言語か特定していない。オックスフォード英語辞典での初出は1825年であり、taffy（タフィー、1817年）の変化としているが、両方とも英国の方言として最初に記載されている。